# 向井町
向井町（むかいちょう）は、かつて大阪府にあった町。堺市街地の北および東に位置した。現在の堺市堺区北東部にあたる。

## 歴史
七道（しちどう）村と遠里小野（おりおの）村は明治3 - 4年まで摂津国住吉郡に属していた。以降両村は大和川の南北に分かれ、南側が和泉国大鳥郡となった。
江戸時代には北庄村と中筋村は堺廻り3ヶ村のうちで、北庄村は現在の錦之町東 - 櫛屋町東間、中筋村は戎之町東 - 宿院町東間の堺市街地東縁部に形成された農人町に居住していた。
- 1889年（明治22年）4月1日 町村制施行により、大鳥郡七道村、遠里小野村、西万屋新田村、北庄村、中筋村が合併して、大鳥郡向井村が発足。大字中筋に村役場を設置。
- 1894年（明治27年）2月10日 大字七道が堺市に編入される[2]。
- 1896年（明治29年）4月1日 郡の統廃合により、泉北郡に属する。
- 1910年（明治43年） 大字西万屋新田を西万屋に改称。
- 1913年（大正2年）11月1日 町制を施行して泉北郡向井町となる。
- 1920年（大正9年）4月1日 泉北郡湊町と共に堺市に編入される。
- 1922年（大正11年） 堺市七道西町、七道東町、遠里小野町、香ケ丘町、浅香山町、東雲町、田出井町、今池町、向陽町、花田口町、瓦町、新町、翁橋町、安井町、榎町、三国ケ丘町の町名に改称。

## 交通

### 鉄道路線
- 大阪高野鉄道
  - 本線（現・南海電気鉄道高野線）
    - 浅香山駅、堺東駅

現在は上記の他に西日本旅客鉄道阪和線堺市駅が所在するが、当時は未開業。

### 道路
- 長尾街道
- 竹内街道
- 西高野街道